# Dallas–Fort Worth Film Critics Association Awards 2018
24. ročník předávání cen asociace Dallas–Fort Worth Film Critics Association se konal dne 17. prosince 2018.

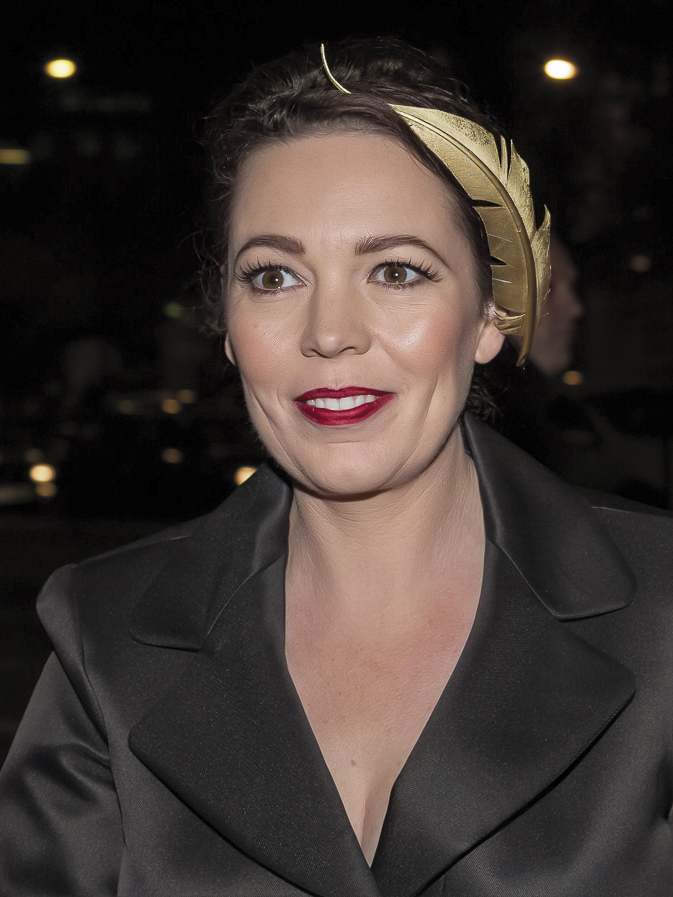
Olivia Colmanová, vítězka v kategorii nejlepší herečka v hlavní roli

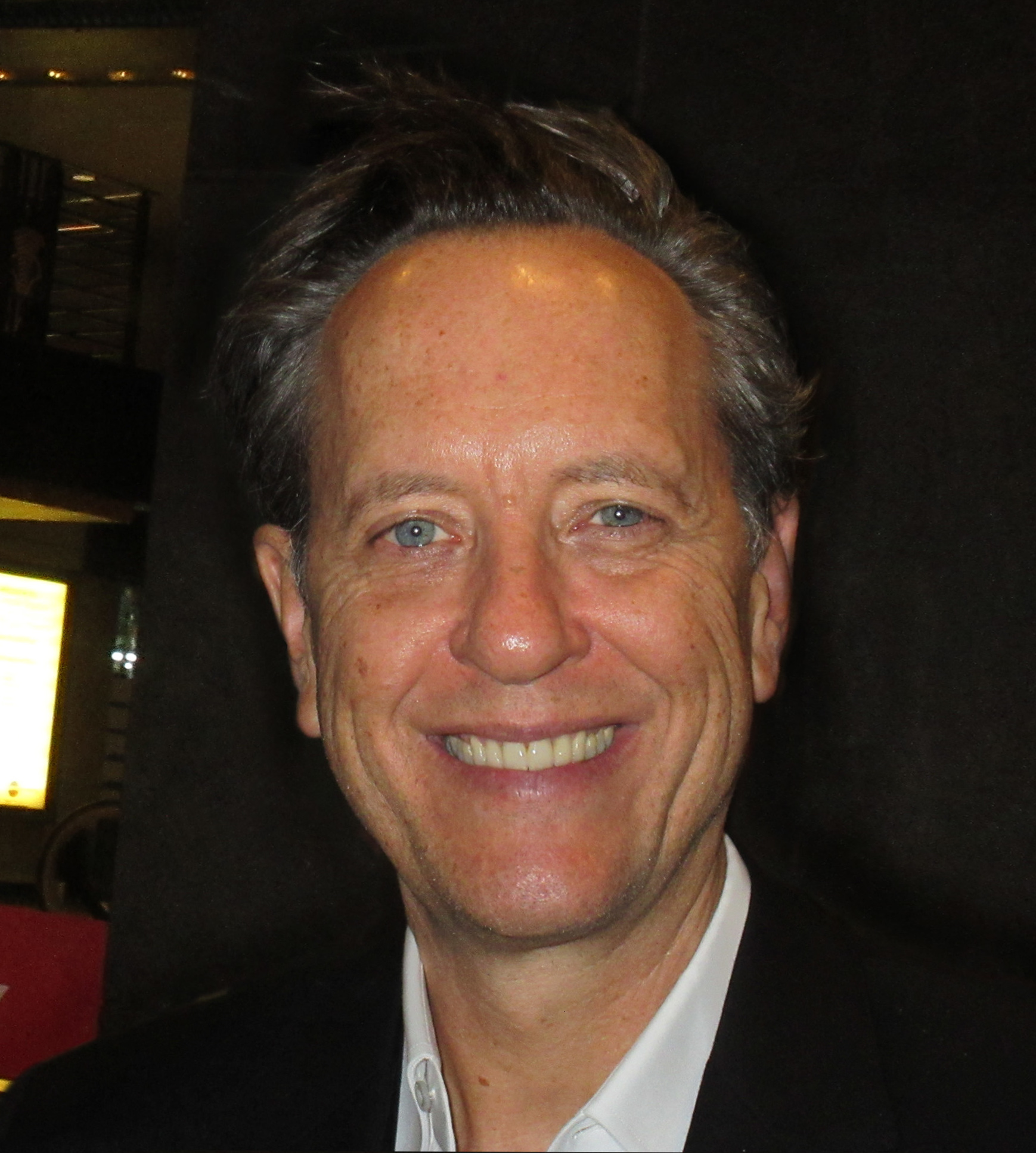
Richard E. Grant, vítěz v kategorii nejlepší herec ve vedlejší roli

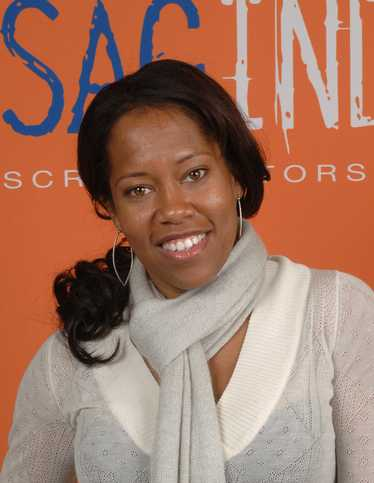
Regina Kingová, vítězka v kategorii nejlepší herečka ve vedlejší roli

## Vítězové a nominovaní

### Nejlepší film
1. Zrodila se hvězda
2. Roma
3. Favoritka
4. Vice
5. BlacKkKlansman
6. Black Panther
7. Zelená kniha
8. Kdyby ulice Beale mohla mluvit
9. Osmá třída
10. Dokážete mi kdy odpustit?

### Nejlepší režisér
1. Alfonso Cuarón – Roma
2. Bradley Cooper – Zrodila se hvězda
3. Yorgos Lanthimos – Favoritka
4. Spike Lee – BlacKkKlansman
5. Adam McKay – Vice

### Nejlepší scénář
1. Deborah Davis a Tony McNamara – Favoritka
2. Paul Schrader– Zoufalství a naděje

### Nejlepší herec v hlavní roli
1. Christian Bale – Vice
2. Rami Malek – Bohemian Rhapsody
3. Bradley Cooper – Zrodila se hvězda
4. Ethan Hawke – Zoufalství a naděje
5. Viggo Mortensen – Zelená kniha

### Nejlepší herečka v hlavní roli
1. Olivia Colmanová – Favoritka
2. Lady Gaga – Zrodila se hvězda
3. Melissa McCarthy – Dokážete mi kdy odpustit?
4. Glenn Close – Žena
5. Nicole Kidman – Ničitelka

### Nejlepší herec ve vedlejší roli
1. Mahershala Ali – Zelená kniha
2. Richard E. Grant – Dokážete mi kdy odpustit?
3. Sam Elliott – Zrodila se hvězda
4. Timothée Chalamet – Beautiful Boy
5. Michael B. Jordan – Black Panther

### Nejlepší herečka ve vedlejší roli
1. Regina Kingová – Kdyby ulice Beale mohla mluvit
2. Emma Stoneová – Favoritka
3. Rachel Weisz – Favoritka
4. Amy Adams – Vice
5. Claire Foy – První člověk a Tilda Swinton – Suspiria

### Nejlepší dokument
1. Won't You Be My Neighbor
2. Free Solo
3. Tři identičtí cizinci
4. RBG
5. Nerovná jízda

### Nejlepší cizojazyčný film
1. Roma
2. Studená válka
3. Zloději
4. Vzplanutí
5. Nikdy neodvracej zrak

### Nejlepší animovaný film
1. Psí ostrov
2. Spider-Man: Paralelní světy

### Nejlepší kamera
1. Alfonso Cuarón – Roma
2. Robbie Ryan – Favoritka

### Nejlepší skladatel
1. Alexandre Desplat – Psí ostrov
2. Justin Hurwitz – První člověk